# Ришонная модель
Преонная модель Харари — Шупе (также известная как ришонная модель, РМ) является самой ранней попыткой разработать преонную модель для объяснения явлений, появляющихся в Стандартной модели (СМ) физики элементарных частиц. Сначала она была независимо разработана Хаимом Харари и Майклом А. Шупе, а затем расширена Харари и его тогдашним учеником Натаном Зайбергом.

## Модель
Модель имеет два типа фундаментальных частиц, называемых ришонами (что на иврите означает «первичные»). Это Т («Третий» (англ. Third), так как он имеет электрический заряд +1/3 e, или Tohu, что означает «бесформенный» на иврите) и V («Исчезающий» (англ. Vanishes), поскольку он электрически нейтрален, или Vohu, что означает «пустой» на иврите). Все лептоны и все ароматы кварков являются упорядоченными триплетами, состоящими из трёх ришонов. Эти группы из трёх ришонов, имеющие спин 1/2, представлены ниже:
- ТТТ = позитрон (антиэлектрон);
- VVV = электронное нейтрино;
- TTV, TVT и VTT = три цвета верхних кварков;
- VVT, VTV и TVV = три цвета нижних антикварков .

У каждого ришона есть соответствующая античастица. Следовательно:
- TTT = электрон;
- VVV = электронное антинейтрино;
- TTV, TVT, VTT = три цвета верхних антикварков;
- VVT, VTV, TVV = три цвета нижних кварков.

W+ Бозон = TTTVVV; W− бозон = TTTVVV.
Обратите внимание, что:
- Материя и антиматерия одинаково распространены в природе в РМ. Это по-прежнему оставляет открытым вопрос о том, почему TTT, TVV, TTV и т. д. распространены, тогда как TTT, TVV, TTV и т. д. встречаются редко.
- Предполагается, что лептоны и кварки более высокого поколения являются возбуждёнными состояниями лептонов и кварков первого поколения, но эти состояния не указаны.
- Простая РМ не даёт объяснения спектра масс лептонов и кварков .

Барионное число (B) и лептонное число (L) не сохраняются, но сохраняется величина B − L. Процесс нарушения барионного числа (например, распад протона) в модели будет
| d   | + | u   | + | u   | → | d   | +  | d   | + | e+  | Взаимодействие на уровне фермионов |
| VVT | + | TVT | + | VTT | → | VVT | +  | VVT | + | TTT | Взаимодействие на уровне ришонов   |
| p   | p | p   | p | p   | → | π0  | π0 | π0  | + | e+  | Появление в детекторе частиц       |
В расширенной версии Харари — Зайберга ришоны обладают цветом и гиперцветом, что объясняет, почему единственными композитами являются наблюдаемые кварки и лептоны.
При определённых предположениях можно показать, что модель допускает ровно три поколения кварков и лептонов.

## Доказательства
В настоящее время нет научных доказательств существования субструктуры внутри кварков и лептонов, но нет и серьёзной причины, по которой такая субструктура не может быть обнаружена на более коротких расстояниях. В 2008 году Пётр Зенчиковски вывел РМ, начав с нерелятивистского фазового пространства O(6). Такая модель основана на фундаментальных принципах и структуре алгебр Клиффорда и полностью воспроизводит РМ, естественным образом объясняя несколько неясных и в остальном искусственных особенностей исходной модели.

## В популярной культуре
- Автор научной фантастики Вонда Макинтайр в своих новеллизациях сценариев фильмов «Звёздный путь II: Гнев Хана» и «Звёздный путь III: В поисках Спока» предположила, что эффект Генезиса был результатом недавно обнаруженной ришоноподобной субструктуры материи. .
- Писатель-фантаст Джеймс П. Хоган в своём романе «Путешествие из прошлого» прямо постулировал ришоноподобную модель разработки оружия и источников энергии на антивеществе.